# Турія (Олт)
Турія (рум. Turia) — село у повіті Олт в Румунії. Входить до складу комуни Валя-Маре.
Село розташоване на відстані 128 км на захід від Бухареста, 9 км на схід від Слатіни, 54 км на схід від Крайови.

## Населення
За даними перепису населення 2002 року у селі проживали 734 особи, усі — румуни. Усі жителі села рідною мовою назвали румунську.